# Lasioglossum acanthum
Lasioglossum acanthum är en biart som beskrevs av Ebmer 1983. Lasioglossum acanthum ingår i släktet smalbin, och familjen vägbin. Inga underarter finns listade i Catalogue of Life.